# Nuiqsut
Nuiqsut ist ein Ort mit dem Status einer City im North Slope Borough im US-Bundesstaat Alaska. Das U.S. Census Bureau hatte bei der Volkszählung 2020 eine Einwohnerzahl von 512 ermittelt.

## Geografie
Nuiqsut liegt am westlichen Ufer des Nechelik Channel am Colville River Delta etwa 35 Meilen von der Küste der Beaufortsee entfernt. Es herrscht ein arktisches Klima mit wenig Niederschlag.

## Geschichte
Die Gegend um Nuisqsut wurde von dem Eskimo-Stamm der Inupiat besiedelt. Das Colville River Delta war traditionell ein beliebter Handelsplatz für die Inupiat, die Gegend bot gute Möglichkeit zur Fischerei und Jagd. Das alte Village of Nuiqsut (Itqilippaa) wurde in den späteren 1940er-Jahren verlassen, weil es in der Gegend keine Schule gab. 1973 wurde das Gebiet erneut von 27 Familien aus Barrow besiedelt. 1973 und 1974 erbauten staatliche Organisationen eine Schule, Häuser und andere Einrichtungen. Waren wurden mit Traktoren und Schneemaschinen von Barrow herangeschafft. 1975 wurde Nuiqsut als City inkorporiert.

## Wirtschaft und Infrastruktur
Nuiqsut liegt inmitten eines ausgedehnten Erdölfördergebietes. Die Ölförderung werden von Unternehmen wie ConocoPhillips und BP betrieben. Als Gegenleistung für die Nutzung von Land zahlen die Ölgesellschaften Dividenden an die indigenen Inupiat-Eskimos, die im rechtlichen Besitz des Landes sind. Für viele Bewohner von Nuiqsut stellen die Dividendenzahlungen die hauptsächliche oder auch einzige Einnahmequelle dar. Es gibt in Nuiqsut eine Schule, eine Briefannahmestelle (die von der Kuukpik Native Corporation und nicht vom United States Postal Service betrieben wird), eine Presbyterianische Kirche, ein Krankenhaus (die Nuiqsut Clinic) sowie ein Erholungszentrum. Gegenwärtig wird ein Seniorenheim gebaut. Arbeitsmöglichkeiten bieten hauptsächlich die Verwaltung des North Slope Borough, die Stadt, Schule, Krankenhaus und die Kuukpik Native Corporation. In der Gegend gibt es einen öffentlichen vom North Slope Borough betriebenen Flugplatz Nuiqsut, der die einzige ganzjährige Erreichbarkeit des auf dem Landweg isolierten Gebietes garantiert. Für den lokalen Transport werden unter anderem Schneemaschinen benutzt.

## Demografie
Zum Zeitpunkt der Volkszählung im Jahre 2000 (U.S. Census 2000) hatte Nuiqsut 433 Einwohner auf einer Landfläche von 23,9 km². Das Medianalter betrug 23,8 Jahre (nationaler Durchschnitt der USA: 35,3 Jahre). Das Pro-Kopf-Einkommen (engl. per capita income) lag bei US-Dollar 14.876 (nationaler Durchschnitt der USA: US-Dollar 21.587). 2,4 % der Einwohner lagen mit ihrem Einkommen unter der Armutsgrenze (nationaler Durchschnitt der USA: 12,4 %). 89,1 % der Einwohner von Nuiqsut sind indigener Abstammung, die in dem bundesweit anerkannten Indianerreservat Village of Nuiqsut leben und ihre alten Traditionen bewahren. So ist der Handel und der Konsum von Alkohol im Reservat nicht erlaubt.